# Bürgerliche Schrift

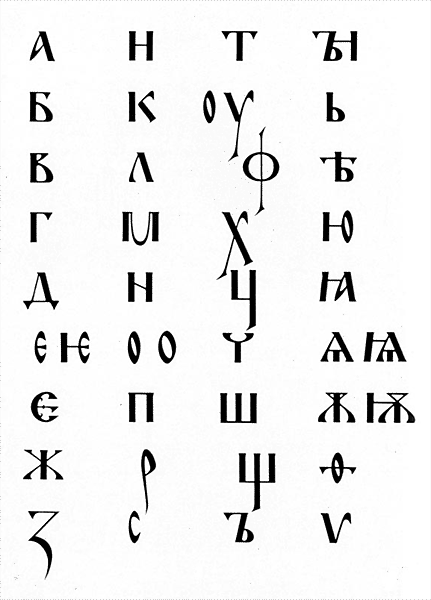
Altkyrillische Schrift

Bürgerliche Schrift, 1707

Die bürgerliche Schrift (russisch гражданский шрифт graschdanski schrift [ɡrʌʒˈdanskʲɪj ˈʃɾʲift], eigentlich „bürgerliche Druckschrift“, kurz auch гражданка graschdanka [ɡrʌʒˈdankə])  ist die moderne Version des kyrillischen Alphabets, die unter Peter dem Großen während seiner Reformen entwickelt wurde.
1708 wurde die kyrillische Schrift im Russischen Reich vereinfacht und optisch an die Antiqua des lateinischen Alphabets angepasst. Diese neuen Buchstabenformen, die zur Unterscheidung von der zunächst weiterhin für religiöse Texte und bis heute für das Kirchenslawische benutzten altkyrillischen Schrift als bürgerliche (das heißt profane) Schrift bezeichnet wurden, wurden im weiteren Verlauf zur allgemeinen Norm im Russischen. Im Laufe des 18. und 19. Jahrhunderts fanden sie unter russischem Einfluss auch in den außerhalb des Russischen Reiches gelegenen Regionen Verbreitung, in denen die kyrillische Schrift verwendet wurde, so dass heute außer dem Kirchenslawischen alle kyrillisch geschriebenen Sprachen die bürgerliche Schrift verwenden.
Mit der Reform des Aussehens der Buchstaben ging auch eine Reform des Buchstabenbestands einher, da für einige Buchstaben gar keine neuen Formen entwickelt wurden. So wurden etwa für die in der altkyrillischen Schrift nebeneinander gebrauchten Buchstaben ѧ und ꙗ, die im Russischen beide ja ausgesprochen wurden, nur eine neue Form я entwickelt (die aus der Form von ѧ in der Schreibschrift entstanden ist), und von den beiden Buchstaben о und ѡ für o blieb nur о erhalten. Die ursprünglich von Peter I. geplante Vereinfachung auch der i-Buchstaben, indem von и und і nur і erhalten bleiben sollte (vergleiche die nebenstehende Abbildung des Entwurfs von 1707), wurde 1710 wieder zurückgenommen. (In der Rechtschreibreform von 1917/1918 wurde die Doppelung dann doch aufgelöst, allerdings nicht indem и, sondern і abgeschafft wurde.)